# Casio
Casio of voluit Casio Computer Company (カシオ計算機株式会社, Kashio Keisanki Kabushiki-gaisha) is een Japans elektronicabedrijf. Het in 1946 opgerichte bedrijf is vooral bekend van rekenmachines, horloges, computers, pda’s, keyboards en kassa's.

## Geschiedenis
Casio is een elektronicafabrikant en begon onder de naam Kashio Seishanso. De firma werd overgenomen van de vader in 1946 door vier broers uit de Kashio familie. Casio's filosofie is om producten te maken die hoeveelheid werk besparen en die de kwaliteit van het leven verbeteren. Casio was de eerste fabrikant ter wereld die grote aantallen compacte elektronische rekenmachines produceerde. Het was in 1957 een uitvinding van Toshio Kashio. In datzelfde jaar werd de bedrijfsnaam meer Engels gemaakt.
In 1965 toonde Casio zijn eerste elektronische bureaucalculator met geheugencapaciteit. Twee jaar later lanceerde Casio zijn eerste digitale horloge met daarnaast tien additionele functies. Vier jaar later slaagde de firma erin om een elektronische calculator te integreren in een horloge. Casio staat nu nog bekend om zijn multifunctionele sport chronometers.
Het bedrijf investeert veel in zijn eigen R&D voor verdere technologische ontwikkelingen. In 1995 werd het beloond op de IFA beurs voor zijn eerste digitale camera ter wereld. Dit succes kreeg een vervolg in 1996 toen Casio werelds eerste handheld pc met WindowsCE aan het grote publiek toonde.

## Producten van Casio
- Computers
- MSX-homecomputers
- Rekenmachines
- Wetenschappelijke rekenmachines
- Spelcomputers
- Kassasystemen
- Keyboards
- Horloges, waaronder de Wave Ceptor en Edifice-lijn
- Digitale camera's
- Personal digital assistant (pda)

### Sampletone
In 1986 werd een van de eerste sampling-keyboards (Sampletone SK-1) gemaakt door Casio. Dit instrument had muzikaal gezien weinig mogelijkheden vanwege de lage kwaliteit sampling die mogelijk was, maar kreeg desondanks enige cultstatus. Voor de muziekwereld was het revolutionair. De SK-1 was een van de eerste betaalbare keyboards dat geluiden kon opnemen en af kon spelen via een klein klavier.

## Afbeeldingen

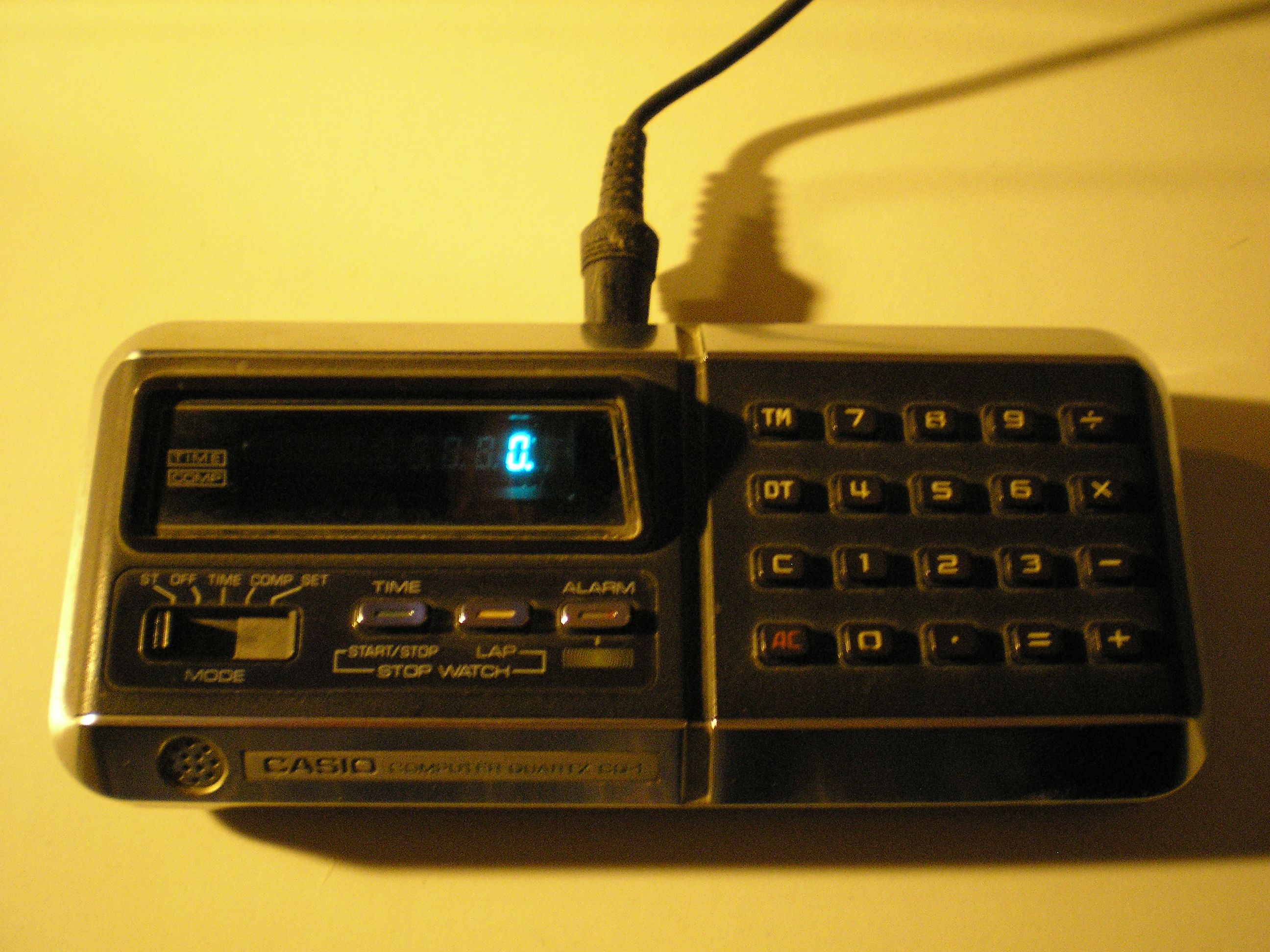
Casio computer quartz CQ1 (1977)
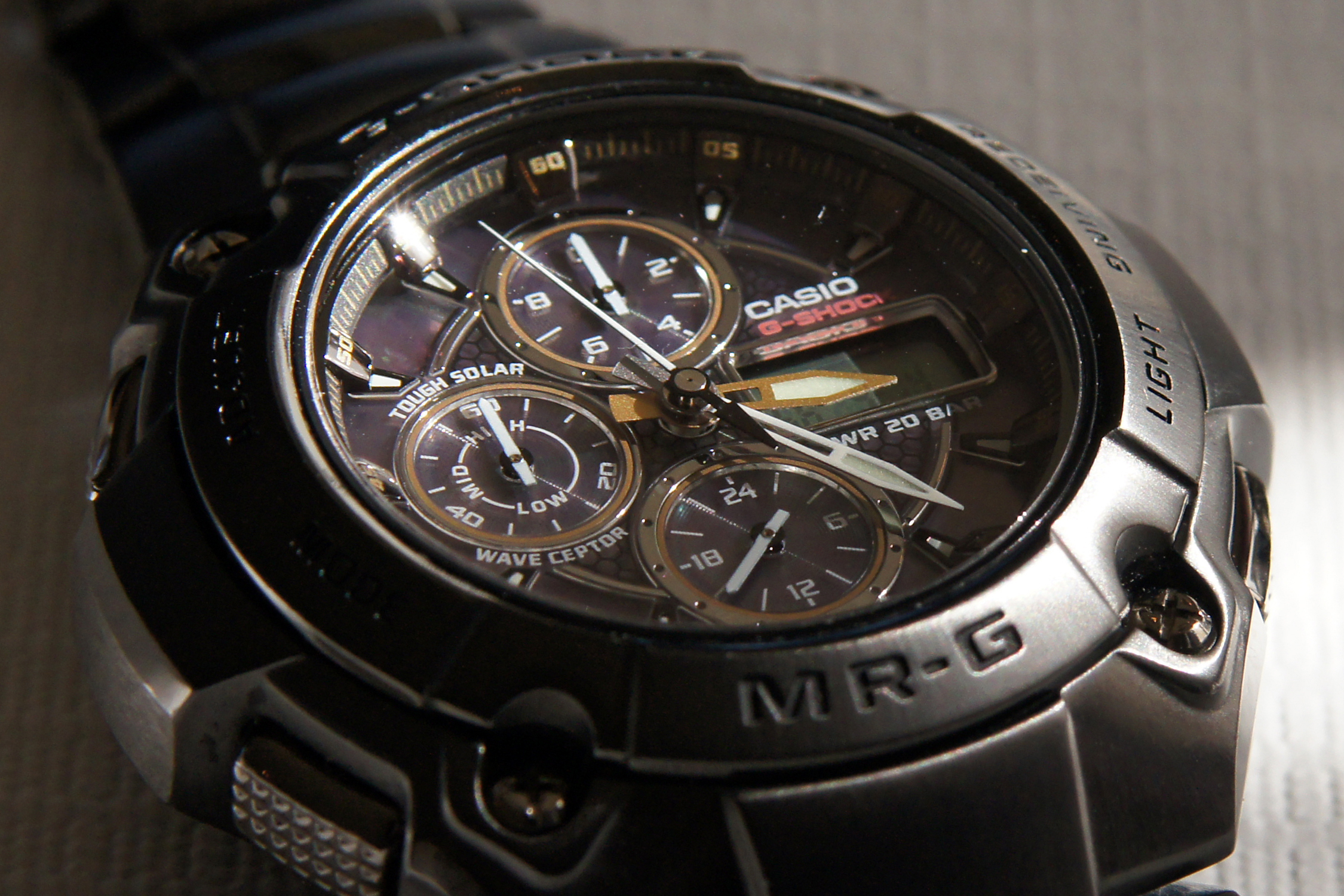
G-Shock horloge
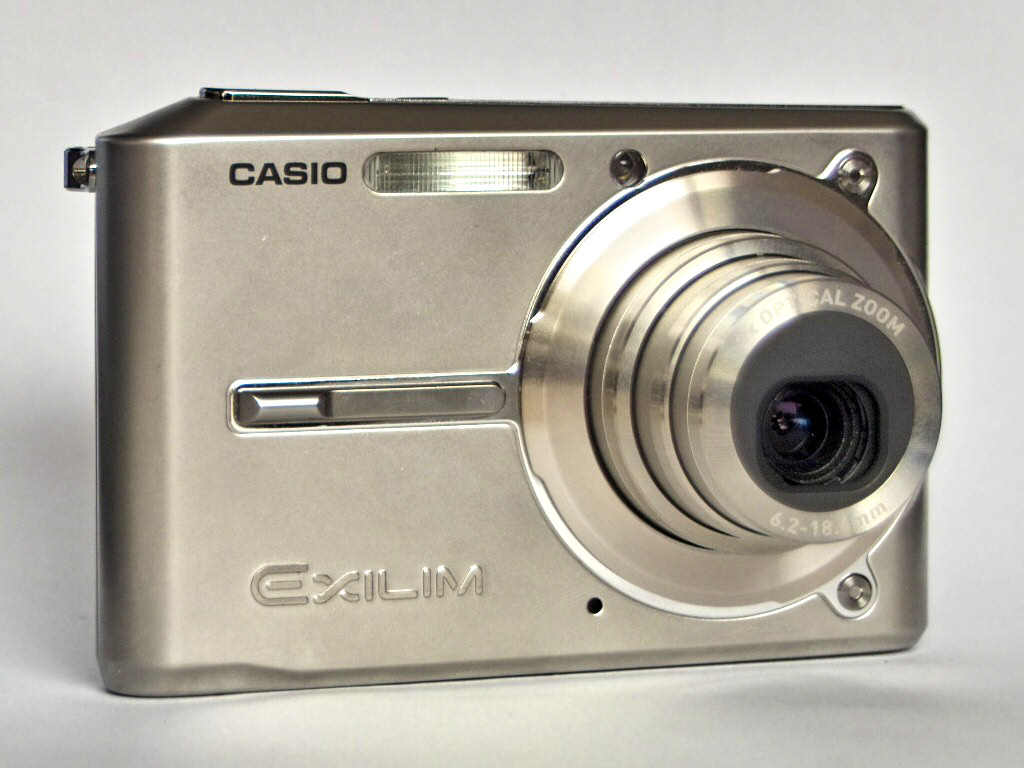
Exilim EX-S600
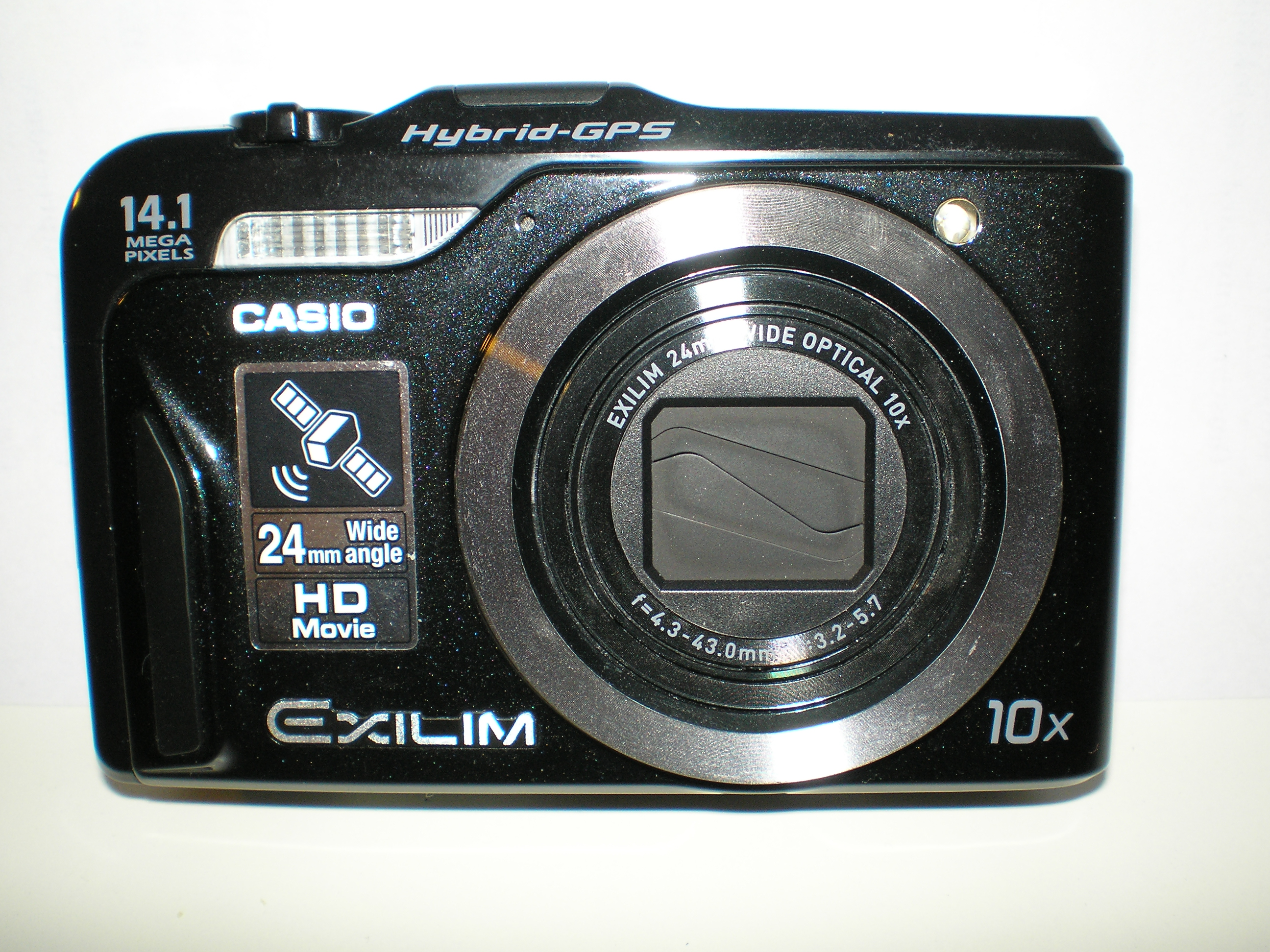
Exilim Hybrid GPS
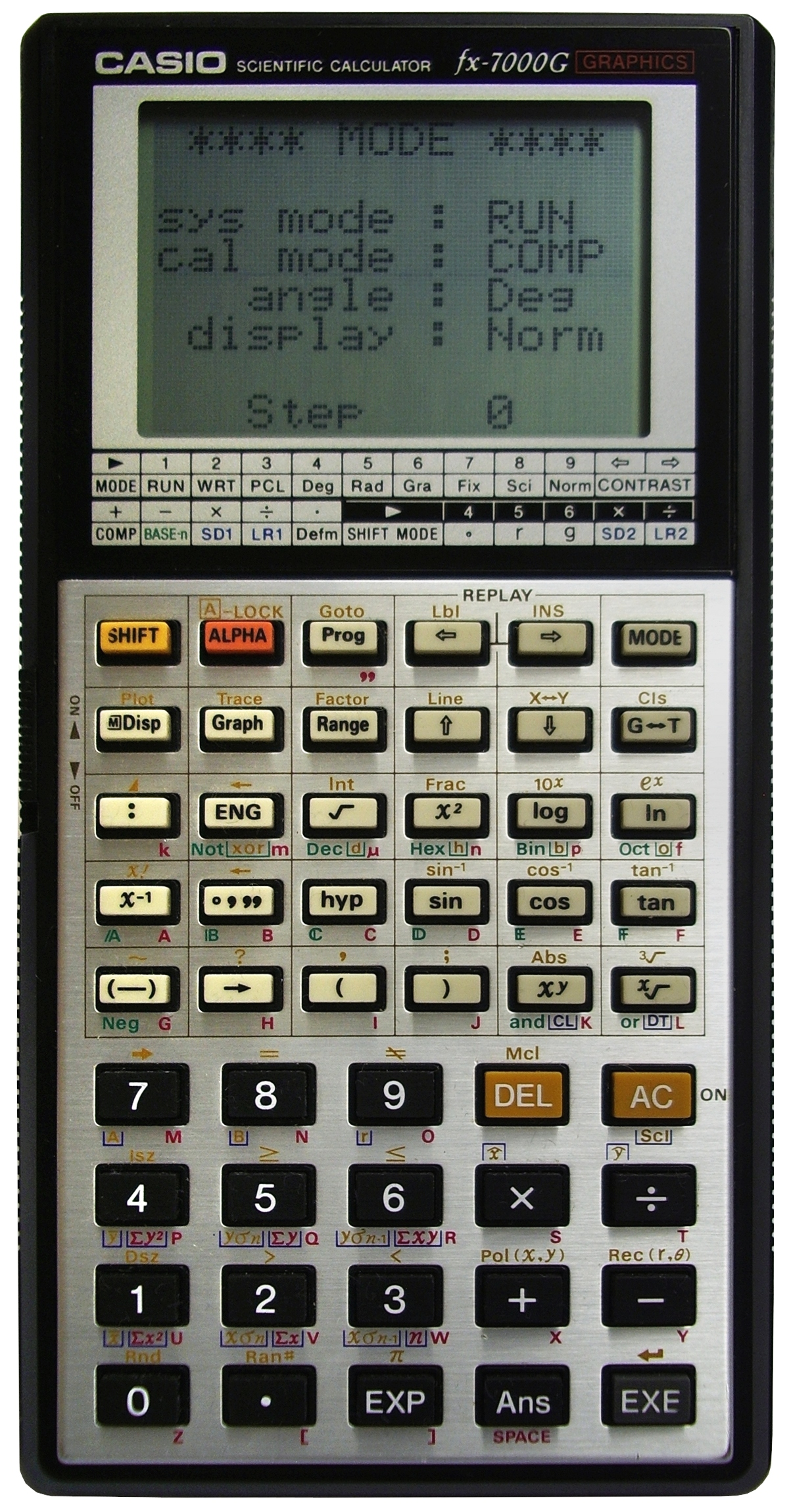
De eerste grafische rekenmachine (FX-7000G)